# Vincenzo Camuccini
Vincenzo Camuccini (né le 22 février 1771 à Rome et mort le 2 septembre 1844  dans la même ville) est un peintre italien et lithographe néoclassique du début du XIXe siècle à sujets religieux ou historiques.

## Biographie
Considéré par ses contemporains comme l'un des rares artistes dignes d'être comparé avec les grands artistes du passé, avant de voir son nom et son œuvre tomber dans l'oubli, Vincenzo Camuccini est un Italien des plus renommés de son temps grâce à sa carrière de peintre, sa fonction de directeur des collections d'art de la Papauté et des Bourbons de Naples, sa propre collection (vendue par ses héritiers en 1856 au duc de Northumberland).
Comme Francisco de Goya, Théodore Géricault et Eugène Delacroix, Vincenzo Camuccini s'intéresse à la nouvelle technique de l'estampe qu'est la lithographie. Matteo Picasso et  Vincenzo Chialli furent de ses élèves.

## Description de l'œuvre
« Vous trouverez une description de l'œuvre ici. »

## Œuvres
À sujet historique gréco-romain

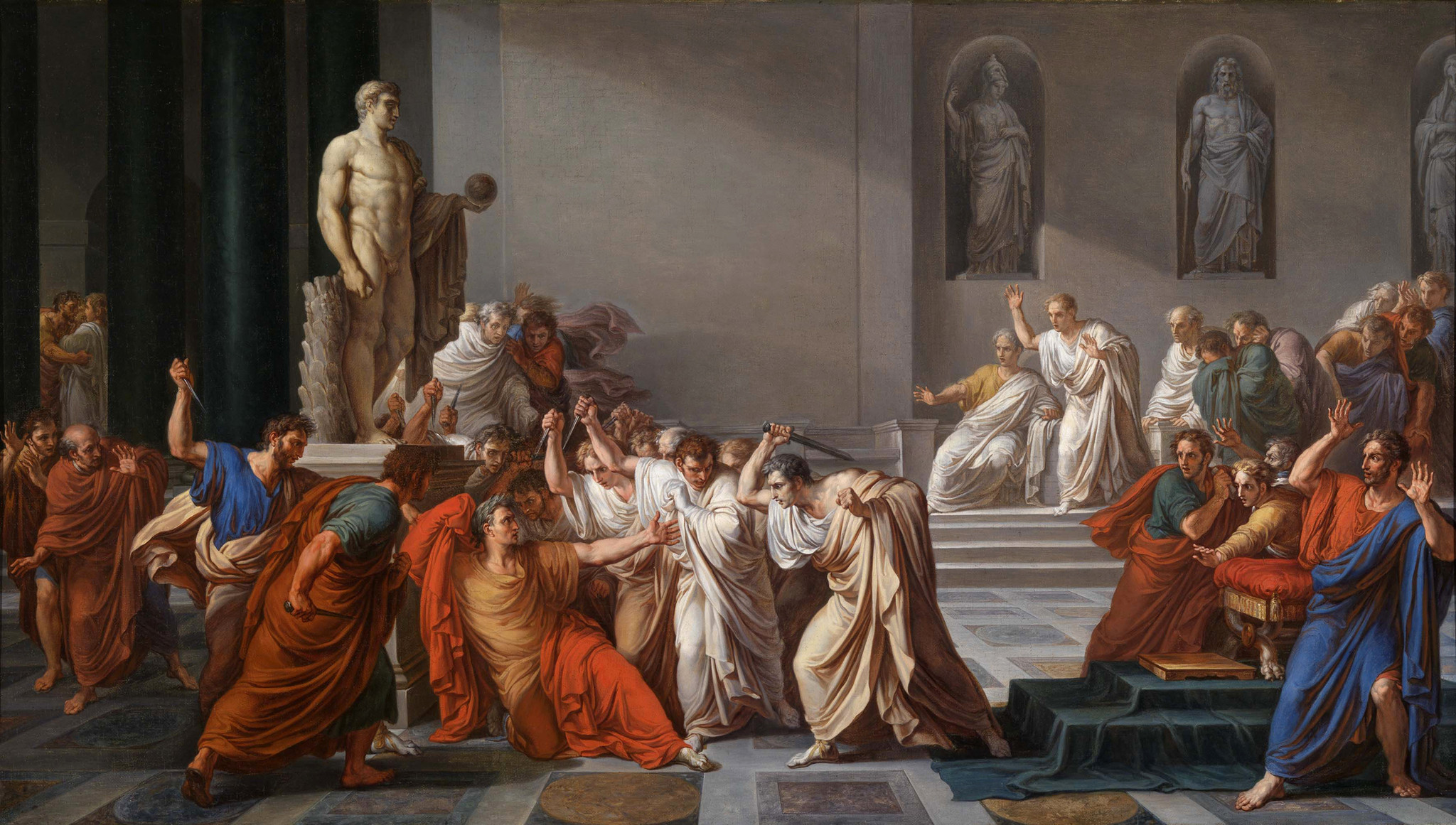
La Mort de César, Galerie nationale d'art moderne et contemporain, Rome

- Priam et Hécube confient Pâris au berger Agélaos
- Horatius Cocles.
- Romulus et Rémus.
- Départ d'Attilius Regulus pour Carthage.
- La Mort de Virginie.
- La Continence de Scipion.
- La Mort de César  (1798), Musée Capodimonte, Naples.
- La Mort de César, (1804-1805), Galerie nationale d'art moderne et contemporain, Rome ;
- La Mort de Virginie (1838), legs d'Albert Pomme de Mirimonde à la RMN, affecté au musée de Gray (Haute-Saône), musée Baron-Martin.
- Collatin et les fils de Tarquin le Superbe trouve Lucrèce filant la laine avec ses servantes.

À sujet religieux
- L'Incrédulité de saint Thomas, reproduite en mosaïque à la basilique Saint-Pierre de Rome.
- La Présentation au Temple, San Giovanni in Canale à Piacenza.
- La Mort de Marie-Madeleine.
- La Mise au tombeau, pour Charles IV d'Espagne.
- Judith avec la tête d'Holopherne, pour la chapelle du Rosaire de la basilique d'Alzano Lombardo, (Bergame)
- L'Apparition du Christ  dans les limbes (1829)
- La Conversion de saint Paul (1834), basilique Saint-Paul-hors-les-Murs, Rome ;